# Tygarrup javanicus
Tygarrup javanicus är en mångfotingart som beskrevs av Carl Graf Attems 1929. Tygarrup javanicus ingår i släktet Tygarrup och familjen storhuvudjordkrypare. Inga underarter finns listade i Catalogue of Life.